# Lebanon (Wisconsin)
Lebanon es un lugar designado por el censo ubicado en el condado de Dodge en el estado estadounidense de Wisconsin. En el Censo de 2010 tenía una población de 204 habitantes y una densidad poblacional de 178,61 personas por km².

## Geografía
Lebanon se encuentra ubicado en las coordenadas 43°15′27″N 88°37′57″O / 43.25750, -88.63250. Según la Oficina del Censo de los Estados Unidos, Lebanon tiene una superficie total de 1.14 km², de la cual 1.14 km² corresponden a tierra firme y (0%) 0 km² es agua.

## Demografía
Según el censo de 2010, había 204 personas residiendo en Lebanon. La densidad de población era de 178,61 hab./km². De los 204 habitantes, Lebanon estaba compuesto por el 96.57% blancos, el 0.49% eran afroamericanos, el 0% eran amerindios, el 0.49% eran asiáticos, el 0% eran isleños del Pacífico, el 0% eran de otras razas y el 2.45% pertenecían a dos o más razas. Del total de la población el 0.98% eran hispanos o latinos de cualquier raza.